# Pangonius
Pangonius är ett släkte av tvåvingar. Pangonius ingår i familjen bromsar.

## Dottertaxa tillPangonius, i alfabetisk ordning[1]
- Pangonius affinis
- Pangonius alluaudi
- Pangonius apertus
- Pangonius argentatus
- Pangonius brancoi
- Pangonius brevicornis
- Pangonius dimidiatus
- Pangonius escalarae
- Pangonius fasciatus
- Pangonius ferrugineus
- Pangonius flavocinctus
- Pangonius florae
- Pangonius fulvipes
- Pangonius fumidus
- Pangonius funebris
- Pangonius granatensis
- Pangonius griseipennis
- Pangonius hassani
- Pangonius haustellatus
- Pangonius hermanni
- Pangonius kraussei
- Pangonius lucidus
- Pangonius mauritanus
- Pangonius micans
- Pangonius obscuratus
- Pangonius pictus
- Pangonius powelli
- Pangonius pyritosus
- Pangonius raclinae
- Pangonius rhynchocephalus
- Pangonius seitzianus
- Pangonius sinensis
- Pangonius sobradieli
- Pangonius striatus
- Pangonius variegatus
- Pangonius villosus
- Pangonius vittipennis